# Christian Amoroso
Christian Amoroso (Pisa, 22 september 1976) is een Italiaanse voetballer (middenvelder) die sinds 2010 voor de Italiaanse derdeklasser Pisa Calcio uitkomt. Voordien speelde hij onder meer voor AC Fiorentina en Empoli FC.
Amaroso speelde in 1997 één wedstrijd voor de Italiaanse U-21.

## Carrière
| seizoen   | club                | land   | competitie        | wed. | goals |
| --------- | ------------------- | ------ | ----------------- | ---- | ----- |
|           | AC Fiorentina       | Italië | jeugd             | ?    | ?     |
| 1996-1997 | Empoli FC (gehuurd) | Italië | Serie B           | 33   | 2     |
| 1997-2002 | AC Fiorentina       | Italië | Serie A           | 120  | 2     |
| 2002-2009 | Bologna FC          | Italië | Serie A/Serie B   | 197  | 9     |
| 2009-2010 | Ascoli Calcio       | Italië | Serie B           | 32   | 2     |
| 2010-2011 | Pisa Calcio         | Italië | Prima Divisione B | 6    | 0     |